# أليخاندرو ميلو (لاعب كرة قدم)
أليخاندرو ميلو (بالإسبانية: Álvaro Alejandro Mello)‏ هو لاعب كرة قدم أوروغواياني في مركز الهجوم، ولد في 13 مايو 1979 في مونتفيدو في الأوروغواي. لعب مع أتليتيكو بوكارامانغا وأوليمبو والتانك سيلي وتشورنومورتس أوديسا وريفر بليت وسبورتيفو لوكوينو ونادي دانوبيو وناسيونال مونتيفيديو.

## وصلات خارجية
- أليخاندرو ميلو (لاعب كرة قدم) على موقع اتحاد أوكرانيا (الإنجليزية)
- أليخاندرو ميلو (لاعب كرة قدم) على موقع قاعدة بيانات كرة القدم.إي يو (الإنجليزية)
- أليخاندرو ميلو (لاعب كرة قدم) على موقع Soccerway.com (الإنجليزية)
- أليخاندرو ميلو (لاعب كرة قدم) على موقع عالم كرة القدم.نت (الإنجليزية)